# O Colosso de Rodes
Il colosso di rodi (prt/bra: O Colosso de Rodes) é um filme ítalo-franco-espanhol de 1961, dos gêneros aventura, drama e ficção histórica, dirigido por Sergio Leone.

## Sinopse
O capitão de um navio grego, Dario, chega à ilha de Rodes e se envolve em uma série de situações perigosas, além de namorar uma bela jovem, Diale, até que um terremoto destrói a colossal estátua de Apolo, uma das sete maravilhas da Antiguidade.

## Elenco
- Rory Calhoun ... Dario
- Lea Massari ... Diala
- Georges Marchal ... Peliocles
- Conrado San Martín  ... Thar
- Ángel Aranda  ... Koros
- Mabel Karr  ... Mirte
- Mimmo Palmara  ... Ares